# Ein kleines Stück vom Kuchen

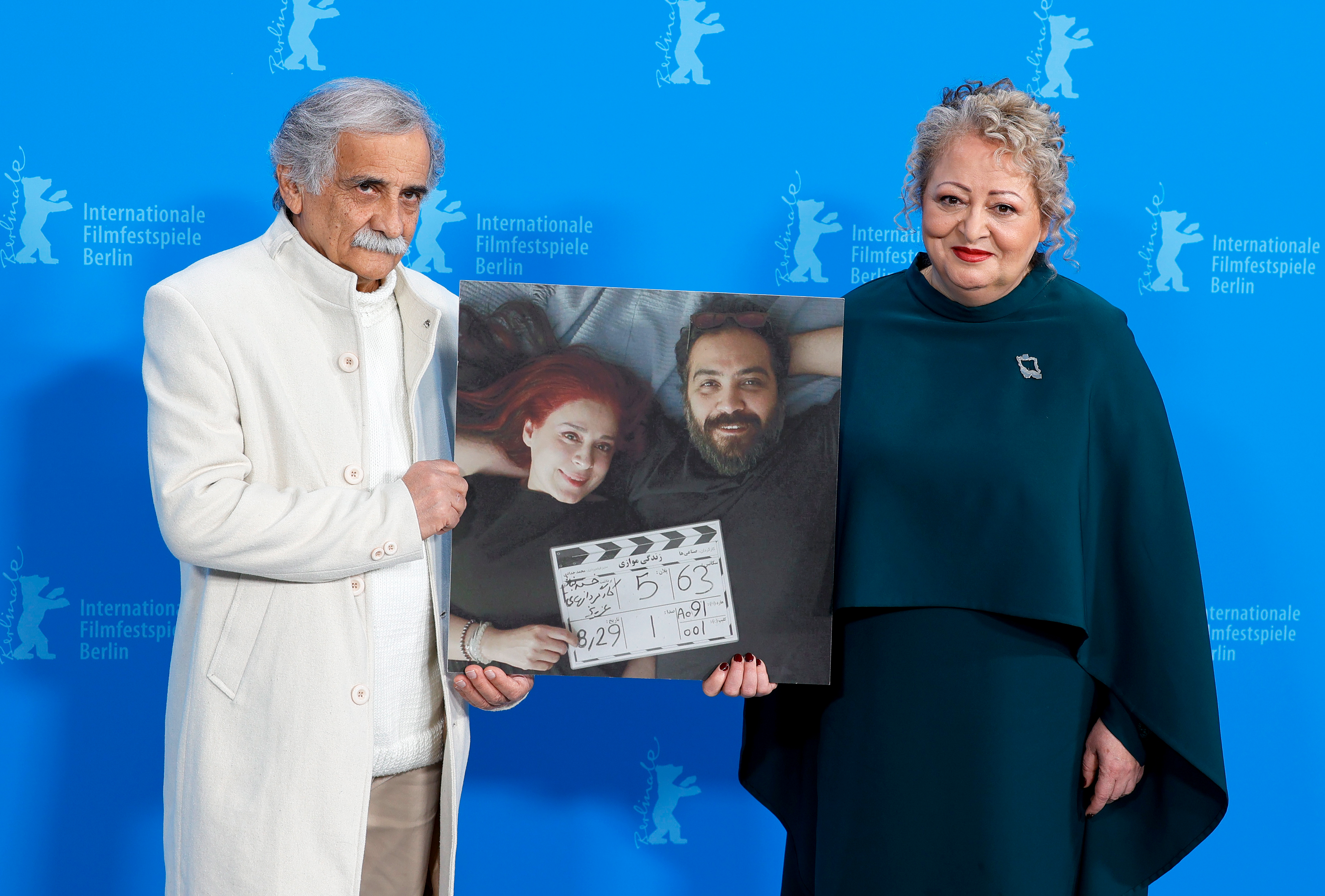
Esmail Mehrabi und Lily Farhadpour mit einem Foto von Maryam Moghaddam und Behtash Sanaeeha (Berlinale 2024)

Ein kleines Stück vom Kuchen (Originaltitel: persisch کیک محبوب من Keyke mahboobe man, ‚Mein Lieblingskuchen‘, internationaler Titel: My Favourite Cake) ist ein Spielfilm von Maryam Moghaddam und Behtash Sanaeeha aus dem Jahr 2024. Im Mittelpunkt der Handlung steht eine alternde Frau, die es wagt, ihre Wünsche entgegen den Erwartungen der Gesellschaft zu leben. Die Hauptrolle übernahm Lily Farhadpour. Die internationale Koproduktion zwischen dem Iran, Frankreich, Schweden und Deutschland wurde im Februar 2024 im Rahmen der 74. Berlinale uraufgeführt. Das Regie-Duo durfte währenddessen nicht aus dem Iran ausreisen, um am Festival teilzunehmen.
Das Regie-Duo des Filmes „My Favorite Cake“, Behtash Sanaeeha und Maryam Moghaddam, wurden zu 14 Monate Gefängnisstrafe und einer Geldstrafe verurteilt wegen angeblicher Propaganda gegen die Islamische Republik.

## Handlung
Die 70-jährige Mahin lebt in Teheran. Nach dem Tod ihres Ehemanns und der Ausreise ihrer Tochter nach Europa ist sie einsam. Bei einem Nachmittagstee unter Freunden findet sie eines Tages die Kraft dazu, ihr Herz für eine neue Liebe zu öffnen. Eine spontane Begegnung mit einem ebenfalls alleinstehenden Taxifahrer entwickelt sich für Mahin zu einem überraschenden, unvergesslichen Abend, an dem die beiden gegen so ziemlich alle Verbote der Sittenpolizei verstoßen.

## Hintergrund
Bei Ein kleines Stück vom Kuchen handelt sich um den dritten Spielfilm von Behtash Sanaeeha, der gemeinsam mit seiner Ehefrau Maryam Moghaddam die Regie übernahm. Beide hatten zuvor das Drama Ballade von der weißen Kuh (2021) gemeinsam inszeniert. Die Hauptrollen übernahmen Lily Farhadpour und Esmail Mehrabi.
Das Projekt gewann im Jahr 2022 auf dem Berlinale Co-Production Market den mit 20.000 Euro dotierten Eurimages Co-Production Development Award. Mit dem Preis unterstützt die europäische Filmförderung Eurimages die Entwicklung von Filmprojekten. Ein kleines Stück vom Kuchen ist einer von zwölf Filmen, die über den World Cinema Fund gefördert und zur Berlinale 2024 eingeladen wurden.
Im September 2023 kam es zu einem Zwischenfall, als Moghaddam und Sanaeeha Teheran verlassen und für die Postproduktion von Ein kleines Stück vom Kuchen nach Paris reisen wollten. Auf dem Flughafen wurden ihre Pässe beschlagnahmt und ihnen wurde mit einer Anklage gedroht. Westliche Medien sahen einen Zusammenhang mit der Fertigstellung ihres letzten Films, da kurz darauf eine Razzia von iranischen Sicherheitskräften im Zuhause des Filmeditors stattfand. Dabei wurde Filmmaterial im Zusammenhang mit Ein kleines Stück vom Kuchen beschlagnahmt. Im Dezember 2023 forderten circa 30 Filmorganisationen, Festivals und Filmschaffende sowie Nichtregierungsorganisationen für freie Meinungsäußerung in einem offenen Brief die iranischen Behörden dazu auf, alle Anklagepunkte gegen Moghaddam und Sanaeeha sofort fallenzulassen und ihr Reiseverbot aufzuheben. Zu den Unterzeichnern gehörten die Berlinale, die International Coalition for Filmmakers at Risk (ICFR) und PEN America. Anfang Februar 2024 forderte die Berlinale erneut erfolglos Reise- und Meinungsfreiheit für das Regie-Duo ein.

## Veröffentlichung und Rezeption
Die Uraufführung des Films fand am 16. Februar 2024 im Rahmen der Internationalen Filmfestspiele Berlin statt. Dort wurde der Beitrag in den Hauptwettbewerb aufgenommen. Maryam Moghaddam und Behtash Sanaeeha konnten Ein kleines Stück vom Kuchen nicht selbst beim Festival vorstellen, da es ihnen wegen ihrer künstlerischen Tätigkeit verboten war, den Iran zu verlassen.
Im internationalen Kritikerspiegel des Branchenmagazins Screen International erhielt Ein kleines Stück vom Kuchen 3,1 von 4 möglichen Sternen und belegte nach Aufführung von 17 der 20 Wettbewerbsfilme gemeinsam mit der deutsch-österreichischen Produktion Des Teufels Bad einen geteilten ersten Platz.
Filmjournalist Dieter Oßwald schrieb auf Programmkino.de: „Die ersten Lacher gibt es bereits nach zwei Minuten. Viele weitere sollten folgen. Selbst Szenenapplaus, das seltenste Phänomen auf Filmfestivals, spendiert ein begeistertes Berlinale-Publikum. Einmal mehr beweist das iranische Kino, mit welch emotionalen Wucht es seine anrührenden Geschichten erzählt – und dabei auch vor Kritik am iranischen Mullah-Regime der Intoleranz nicht zurückschreckt. […] Ein „Kuchen“, der eine glücklose Berlinale vor der Bedeutungslosigkeit bewahrte.“
Der Branchendienst Deadline bezeichnet Ein kleines Stück vom Kuchen als einen der ersten iranischen Filme seit der Revolution von 1979, der Frauen unverschleiert in ihrer Wohnung zeigt.

## Auszeichnungen
Für Ein kleines Stück vom Kuchen erhielten Moghaddam und Sanaeeha ihre zweite Einladung in den Wettbewerb um den Goldenen Bären, den Hauptpreis der Berlinale. Auf dem Festival wurde das Werk mit dem FIPRESCI-Preis und dem Preis der Ökumenischen Jury als bester Wettbewerbsfilm ausgezeichnet.